# Dolleseppler
Die Dolleseppler ist eine der zahlreichen Süßkirschsorten, die besonders in Süddeutschland, vor allem in Baden für Brennzwecke angebaut wird. Vom Landesverband für Obstbau, Garten und Landschaft Baden-Württemberg wurde die Dolleseppler-Kirsche 2000 zur Streuobstsorte des Jahres ernannt, um auf den Rückgang dieser Kulturpflanze aufmerksam zu machen. Sie gehört zu den Herzkirschen.

## Herkunft
Die Sorte ist ein Sämling aus dem Mösbacher Obstbaubetrieb von Josef Doll, auf den der Name verweist. Im Ortenaukreis wird sie schon seit langer Zeit angebaut und wurde ab 1960 stärker verbreitet.

## Beschreibung

### Frucht
Die Frucht ist mittelgroß, herzförmig. Die sehr weiche Haut ist in der Vollreife tiefschwarz. Das Fruchtfleisch ist weich, stark saftend, sehr süß und aromatisch, leicht bitter und gut steinlösend. Sie ist sehr platzfest. Der Stiel ist mittellang und dünn. Sie reift in der 4. Kirschwoche. Aufgrund des Zuckergehaltes (19–23 %, 80–100° Oechsle) und der Schüttelfähigkeit eignet sie sich sehr gut zur Produktion von Süßkirschen und zu Brennzwecken (Kirschwasser).

### Baum
Der Baum hat einen mittelstarken bis starken Wuchs mit steilen Leitästen und eine charakteristisch breitkugelige, lockere Krone und stellt geringe Ansprüche an den Standort, wodurch er als Streuobstsorte geeignet ist. Er ist auch in raueren Lagen ertragssicher, Standorte mit guter Wasserversorgung tragen jedoch zur Produktivität bei.